# Јагода (Клина)
Јагода (алб. Jagodë) је насеље у општини Клина, Косово и Метохија, Република Србија.

## Становништво
| Демографија | Демографија | Демографија |
| Година      | Становника  | Становника  |
| ----------- | ----------- | ----------- |
| 1948.       | 192         |             |
| 1953.       | 417         |             |
| 1961.       | 587         |             |
| 1971.       | 590         |             |
| 1981.       | 688         |             |
| 1991.       | 767         |             |